# 蕭時馨
蕭時馨，贵州開陽人，清朝政治人物，同進士出身。
道光二十四年（1844年）甲辰科進士，三甲十名，官戶部主事，改四川龍安府知府。